# Никишева, Екатерина Константиновна
Екатерина Константиновна Никишева (род. 17 января 1990 года) — российская спортсменка армрестлер, многократная чемпионка и призер Чемпионатов России, Европы и Мира.  В 2015 году была признана самой красивой армспортсменкой.
В мире спорта её называют "LadyArm", за  редкое сочетание красоты, женственности и силы.  

## Биография
Екатерина Никишева  родилась в городе Черепаново, Новосибирской области, в обычной рабочей семье.
Супруг Екатерины - Гусельников Иван Дмитриевич (спортсмен) 
С 1997 года по 2007 год обучалась в средней образовательной школе №2. Занималась в спортивной секции по легкой атлетике. 
В 2004 году самостоятельно пришла заниматься в спортивный клуб (тренажерный зал) «Лидер» при школе. 
Весной 2004 года  попала в команду к мужчинам-армрестлерам для участия в областных летних сельских играх, не зная правил и техники, заняла  место, с тех пор начала специально тренироваться.
Стала чемпионкой Новосибирской области среди женщин, далее чемпионкой Сибири и Дальнего Востока.
В 2007 году окончила школу, поступила в ВУЗ на факультет Экономики
В 2012 году, получив диплом по специальности «Бухгалтерский учет анализ, аудит», поступила на второе высшее по специальности «Экономика и управление».
В 2015 году  получила диплом Национального Университета Фитнеса.
Instagram: @ekaterina_nikisheva

## Спортивные достижения
- Первенство России по армрестлингу в город Улан-Удэ, возрастной группе 14-16 лет. / 2006 — ;
- Чемпионат России / 2010 — ; Присвоение звание Мастер спорта России —
- Чемпионат России / 2011 — ;
- Чемпионат Мира / 2011 — ; Присвоение звания Мастер Спорта Международного Класса России —
- Чемпионат России / 2013 — ;
- Чемпионат Европы / 2013 — ;
- Чемпионат России / 2014 — ;
- Чемпионат Европы / 2014 — ;[2]
- Чемпионат Мира / 2014 — ;
- Чемпионат России / 2015 —  ;
- Чемпионат Европы / 2015 (недоступная ссылка) — ;
- Чемпионат России / 2016 (недоступная ссылка) — ;
- Чемпионат Европы / 2016 — ;
- — Заслуженный мастер спорта России [3]
- Чемпионат России / 2019 —  ;
- Греция Чемпионат Европы / 2019   ;
- Чемпионат Мира / 2019  ;
- Абсолютная Чемпионка Всероссийского турнира Сибирский медведь 2019г.
- Лучшая спортсменка России 2019 по армрестлингу!
- Чемпионат России / 2020

-Вице Мисс Международного фестиваля красоты и спорта "SPORT Beauty-2019",
посвящённого празднованию Международного дня спорта на благо развития и мира, провозглашенного Генеральной Ассамблеей Организации Объединенных Наций.